# Arroyo Zontle, Santa María Chilchotla
Arroyo Zontle är en ort i Mexiko.   Den ligger i kommunen Santa María Chilchotla och delstaten Oaxaca, i den sydöstra delen av landet, 280 km sydost om huvudstaden Mexico City. Arroyo Zontle ligger 217 meter över havet och antalet invånare är 208.
Terrängen runt Arroyo Zontle är varierad. Runt Arroyo Zontle är det ganska tätbefolkat, med 65 invånare per kvadratkilometer. Närmaste större samhälle är Río Sapo, 0,69 km söder om Arroyo Zontle. I omgivningarna runt Arroyo Zontle växer i huvudsak städsegrön lövskog.